# بید علفی فروتن
بید علفی فروتن، علف خر فروتن (نام علمی: Epilobium minutiflorum) نام یک گونه (زیست‌شناسی) از سرده بید علفی است.